# Guayupe
Los guayupe es una tribu indígena colombiana de la familia lingüística de los arawak que ocupó la zona del piedemonte llanero (llanos de San Juan y San Martín) correspondiente a los actuales municipios de Villavicencio, Restrepo, Cumaral, Acacías, Castilla la Nueva, Guamal, San Martín, Granada, Fuente de Oro y San Juan de Arama.
Su población estaba distribuida en caseríos a orillas de los caños y ríos, distanciados por pocos kilómetros entre sí. Los grandes centros tenían hasta cien casas o bohíos habitados por gran número de indígenas; también vivían en pequeños grupos ocupando de tres a doce habitaciones; construían su vivienda con bahareque y techos pajizos con dos puertas, una frente a la otra. El templo era una habitación mucho más amplia cuyos frentes tenían dos puertas que coincidían con la orientación del sol, a quien ofrecían sacrificios.

## Organización político-social

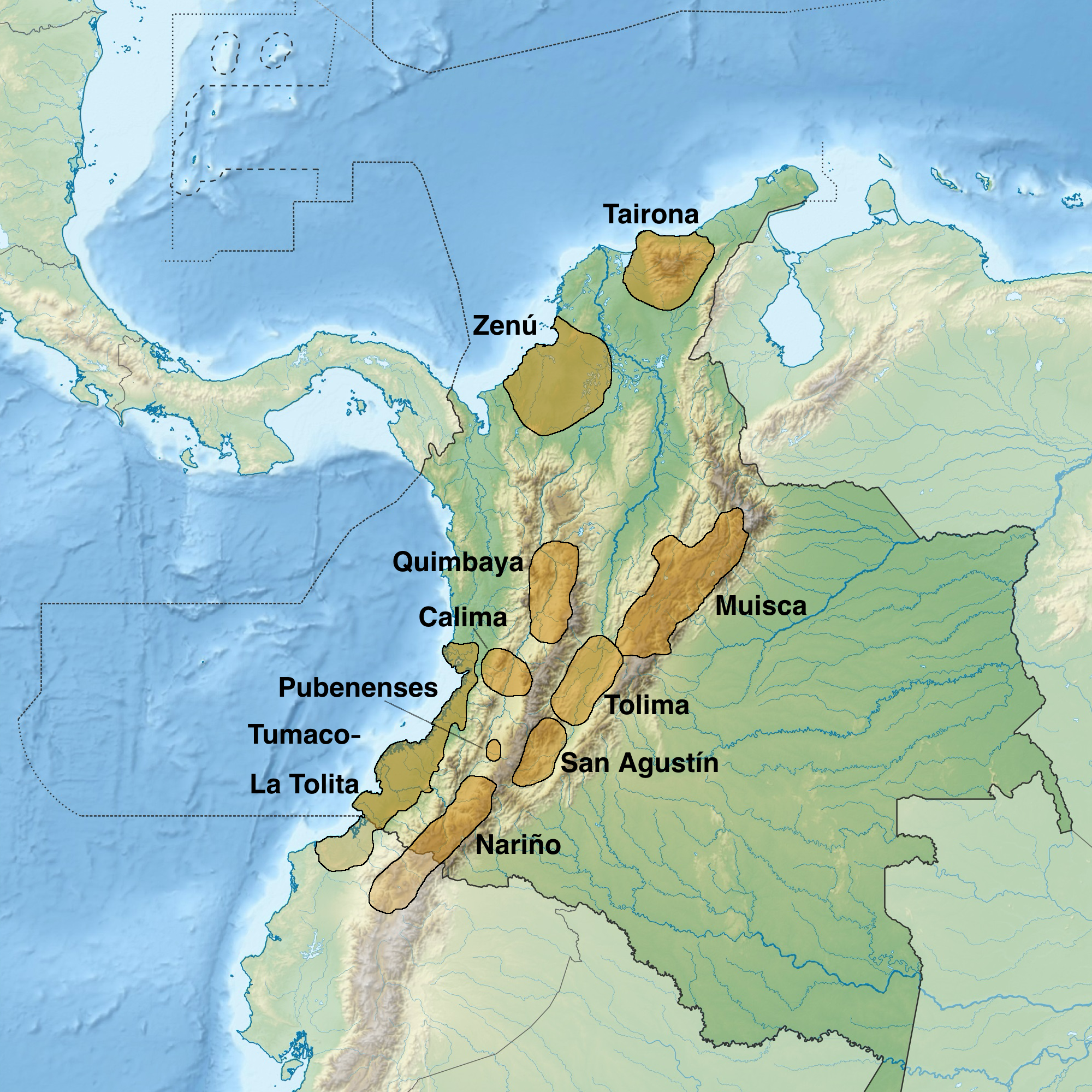
Civilizaciones precolombinas. Los guayupe vivían al este de los muiscas

Los guayupes poseían un sistema centralizado comandado por un cacique (líder de una tribu), el cual, gozaba de ciertas prebendas como puede apreciarse en el ritual de la muerte y sucesión de un cacique, estableciendo alianzas mediante el consumo de las cenizas del anterior, o del dominio económico que ejercía sobre la población y que se manifestaba desde la planeación y ejecución comunitaria de sementeras, hasta el control de las cosechas de las cuales disponía a su antojo. Además participaba en las batallas , recibía parte de la dote que se pagaba por las futuras esposas y presidía las ceremonias relacionadas con lo sobrenatural.

## Organización económica
Estuvo basada en la economía de subsistencia, como era la recolección de piñas silvestres o frutos de palma (moriche), siembra de maíz, yuca, pimentón y maní.
Comerciaban en ciertas épocas del año y tenían algunas zonas comerciales a los cuales se desplazaban para vender o trocar productos. Tales zonas eran las playas de tortugas del río Guaviare, los mercados de pescado al norte de los Llanos Orientales y los centros de producción de curare del alto Orinoco.
Poseían una moneda de orden regional llamada quiripa y negociaban con los muiscas intercambiando productos como pimentón, cerámica, pescado, miel y yuca, por algodón, tabaco, mantas, sal, oro y plata.

## Acontecimientos sociales
Los guayupes celebraban acontecimientos sociales como el nacimiento, la iniciación a la vida adulta, la selección de la novia y la muerte. El primer hijo, varón o hembra, era enterrado vivo o arrojado al río.

### El nacimiento
Si nacía varón, al padre lo encerraban durante un mes y lo azotaban diariamente con ortiga; los ancianos de la tribu le arrancaban el cabello, se le alimentaba con mazamorra y cada cinco días se le proporcionaba una torta de casabe y una totuma con chicha.
Al cumplirse el mes de ayuno y aislamiento, era azotado nuevamente con ortigas por el chamán, frente a los ancianos que, hincados de rodillas, iniciaban el festejo; si el padre pasaba todas estas pruebas sin quejarse se le consideraba entonces valiente y belicoso, le untaban la piel con salmuera y ají y era llevado a ver a su mujer e hijo. Si la ceremonia no se cumplía a cabalidad, el recién nacido perecería.

### Iniciación a la adultez
Cuando un niño guayupe llegaba a la adolescencia, su padre invitaba a los habitantes del pueblo a una ceremonia, durante la cual danzaban delante de una gran candelada o fogata por donde debían pasar, tanto los ancianos como el cacique del pueblo. Hecho esto, el cacique azotaba con ortiga al mancebo, calentaban puntas de lanza y con ellas daban punzadas al joven sin hacerle daño. La finalidad de la ceremonia era formar un guerrero inmune al dolor.

### El noviazgo
El hombre guayupe pagaba una dote por la mujer que escogiera, de común acuerdo con los padres de esta. Luego se celebraba una ceremonia en la cual se bebía y danzaba.

### La muerte
Al morir una persona importante, el cadáver era colocado en un tronco hueco en donde lo quemaban y guardaban sus cenizas en una vasija tapada hasta que el sucesor tuviera suficiente chicha para hacer un convite. En la reunión los parientes colocaban los restos en el banquillo donde el muerto solía sentarse, ergo, eran llevados a un lugar descansado y silencioso. Allí se paraba el sucesor del muerto y lamentaba la desaparición de su antecesor bebiéndose las cenizas de éste, disueltas en la chicha, para asimilar su espíritu. Tal ceremonia duraba tres o cuatro días.

## Creencias religiosas
Adoraban al Sol, esposo de la Luna, en determinados lugares. De él provenían las épocas de sequía o calor. De la luna, las lluvias e inundaciones; si se presentaba una gran sequía, la luna "pedía permiso al sol para que la dejase llover y, si las lluvias eran constantes, el sol le pedía a la luna que cesara las precipitaciones". El eclipse de Luna era interpretado como el despertar de los antepasados para beber y comer; entonces la tribu, con alaridos y lanzas, los retaba para que no se acercasen a ella.
El dios proveedor de alimentos era Ina Nagui, al cual honrábasele con grandes borracheras. Creían que los temblores de tierra provenían de un dios grande y pesado (análogo al Chibchacum de los muiscas) que hacía temblar la tierra cuando se acostaba a dormir. Para evitar que el temblor causase daños, los guayupes ayunaban por una semana.

## El Chamán
Su función era galeno-sacerdotal. Era respetado y estimado, se encargaba de predecir el futuro y curar las enfermedades. También determinaba la conveniencia de iniciar o no una guerra. Además, según decían los guayupes, tenía el poder de transformarse en tigre, oso y otros animales. Su cargo era de carácter hereditario.

## Clases sociales
La punta de la pirámide social estaba integrada por el cacique y sus familiares, además de aquellas personas que gozaban de cierto prestigio por su rango, riquezas y hazañas bélicas.
Los ancianos eran venerados y poseían autoridad proveniente de su experiencia. También eran admirados los capitanes que dirigían los ejércitos.
Después de los nobles, los ancianos y los militares, venía el pueblo, el cual estaba formado por comerciantes, alfareros y agricultores.
Por último estaban los esclavos; estos eran los prisioneros de guerra.

## Destino de los guayupes
Después de la llegada de los europeos al territorio guayupe, su vida cambió por completo. Muchos sufrieron los abusos de los colonos, ya españoles, ya criollos pero lo que más los afectó no fue el estado de beligerancia permanente contra los blancos sino las enfermedades que éstos traían. Los indígenas no tenían defensas para las enfermedades europeas y este factor los redujo ostensiblemente, sumado, claro está, a su peculiar ceremonia de nacimiento.
Después llegaron los misioneros de la Compañía de Jesús (jesuitas) quienes protegieron a los indígenas y compraron los territorios comprendidos entre la Cordillera Oriental hasta el río Meta y desde el río Guatiquía hasta el río Guayuriba, fundando así la Hacienda Apiay, germen de la ciudad de Villavicencio.
Los misioneros jesuitas fueron los primeros europeos que entraron en contacto con los indígenas sin mediación de las armas. En la Hacienda Apiay los jesuitas lograron que los guayupes, junto con otras tribus antes enemigas entre sí como los achaguas y tamas, aprendieran oficios ganaderos, de agricultura y artesanales. 
Los nativos de la hacienda disfrutaban de bienestar al emplearse como obreros lo que estimuló un cambio paulatino en su modo de vida al sedentarizarse. Además se convirtieron a la religión Católica y abandonaron sus costumbres anteriores.
Los indígenas, no obstante, gozaban de un grado tan alto de libertades que, incluso, pudieron adelantar en Apiay un litigio sobre tierras y salinas entre los guayupes y los jesuitas del cual salieron victoriosos, mientras que eran protegidos por los mismos jesuitas contra los abusos de los colonos.
Cabe anotar que la Hacienda Apiay llegó a ser una de la joyas de la Compañía de Jesús y un gran polo de desarrollo económico durante la época colonial en Colombia.
La relación entre los misioneros y los indígenas resultó ser un cuadro de armónico orden, organización y religiosidad que no se ha vuelto a repetir en los Llanos Orientales colombianos. No obstante todo ello terminó abruptamente en 1767 con la expulsión de los jesuitas. Entonces los guayupes y las tribus vecinas, ya bajo jurisdicción de los franciscanos, iniciaron el mestizaje con los criollos.